# Zöldhasú bozótgébics
A zöldhasú bozótgébics (Malaconotus gladiator) a madarak osztályának verébalakúak (Passeriformes) rendjébe és a bokorgébicsfélék (Malaconotidae) családjába tartozó faj.

## Rendszerezése
A fajt Anton Reichenow német ornitológus írta le 1893-ban, Laniarius nembe Laniarius gladiator néven.

## Előfordulása
Afrikában, Kamerun és Nigéria területén honos. Természetes élőhelyei a szubtrópusi vagy trópusi hegyi esőerdők és gyepek. Állandó, nem vonuló faj.

## Megjelenése
Testhossza 28 centiméter.

## Természetvédelmi helyzete
Az elterjedési területe kicsi és csökken, egyedszáma 2500-9999 példány közötti és szintén csökken. A Természetvédelmi Világszövetség Vörös listáján sebezhető fajként szerepel.